# Impostor
Pour plus de détails, voir Fiche technique et Distribution.
Impostor ou L'Imposteur au Québec, est un film américain réalisé par Gary Fleder, sorti en 2002.
Il s'agit d'une adaptation d'une nouvelle de Philip K. Dick.

## Synopsis
En 2079, les extraterrestres d'Alpha du Centaure (ou « Centauriens ») tentent d'envahir la Terre depuis plus d'une décennie. 
Spencer Olham est à la tête d'un programme secret gouvernemental visant à la création d'une arme permettant l'anéantissement final des Centauriens. Une fois ses travaux terminés, le major Hathaway le fait soudainement arrêter pour haute trahison. Spencer est soupçonné d'être un réplicant à la solde des Centauriens. Il arrive toutefois à s'échapper, mais ne sait plus à qui faire confiance. Sa femme Maya travaille dans un grand hôpital militaire ; elle doit pouvoir l'aider à prouver qu'il est vraiment humain.
Mais cette preuve convaincra-t-elle les autorités ? Qui Spencer cherche-t-il à convaincre de son humanité ? Les autorités ou lui-même ?

## Fiche technique
- Titre : Impostor
- Titre québécois : L'Imposteur
- Réalisation : Gary Fleder
- Scénario : Caroline Case, Ehren Kruger, David Twohy d'après une adaptation de Scott Rosenberg tirée d'une nouvelle de Philip K. Dick
- Photographie : Robert Elswit
- Montage : Bob Ducsay, Armen Minasian
- Musique : Mark Isham et Jeff Beal
- Décors : Nelson Coates (en)
- Costumes : Abigail Murray
- Producteurs : Gary Fleder, Marty Katz (en), Daniel Lupi (en), Gary Sinise
- Sociétés de production : Dimension Films, Miramax, (et dans une moins grande mesure Marty Katz Productions, Mojo Films et P.K. Pictures)
- Société de distribution : Dimension Films
- Budget : 40 millions de dollars
- Pays de production :  États-Unis
- Format : Couleurs - 35 mm - 2,35:1 - DTS-ES / Dolby Digital EX / SDDS
- Genre : Film dramatique, Film de science-fiction, Thriller
- Durée : 98 minutes
- Date de sortie :
  - États-Unis : 4 janvier 2002 (première)

## Distribution
- Gary Sinise (VF : Emmanuel Jacomy ; VQ : Jean-Luc Montminy) : Spencer Olham
- Vincent D'Onofrio (VF : Bernard Métraux ; VQ : Benoît Rousseau) : le major Hathaway
- Mekhi Phifer (VF : Gilles Morvan ; VQ : Éric Gaudry) : Cale
- Madeleine Stowe (VF : Véronique Augereau ; VQ : Anne Bédard) : Maya Olham
- Tony Shalhoub (VQ : Benoit Éthier) : Nelson Gittes
- Tim Guinee : Dr Carone
- Gary Dourdan (VF : Éric Aubrahn) : le capitaine Burke
- Shane Brolly : le lieutenant Burrows
- Lindsay Crouse (VF : Frédérique Tirmont) : la chancelière
- Elizabeth Peña : la sage-femme
- Clarence Williams III (VF : Saïd Amadis) : le ministre de la défense
- Kimberly Scott : l'officier de la Comms

## Thèmes du film
- Impostor met en scène une société totalitaire, dont les sujets semblent dénués de tout discernement. Le système de justice présenté semble quelque peu inexistant, le héros est condamné sans procès (mais simplement par l'opinion publique, incarnée par le groupe de proches assistant à son calvaire) à des tortures héritées du Moyen Âge. La ville dans laquelle se déroule l'action est elle aussi digne du Moyen Âge : les sujets soumis au gouvernement vivent dans l'opulence et protégés par le "bouclier", tandis que les indigents vivent en dehors de celui-ci dans des conditions sanitaires déplorables. C'est le modèle socio-politique féodal et son Château-Fort appliqués au pied de la lettre.
- Impostor est l'exemple typique de l'antagonisme hollywoodien qui consiste à mettre en scène un futur dans lequel l'humain semble évoluer dans une société s'approchant de la vision contemporaine de la perfection (d'un point de vue scientifique, progressiste et sociologique), mais qui dévoile en réalité une constante temporelle de non-progrès, voir de régression sociale et libertaire. Ce contexte scénaristique est la plupart du temps justifié par l'existence d'un ennemi qui doit être tenu pour acquis et dont le but est de s'en prendre, soit aux ressources de la société humaine, soit à son modèle socio-économique.
- Impostor reprend des thèmes présents dans d'autres films inspirés de l'œuvre de Philip K. Dick. Le thème le plus important est le doute du personnage principal sur sa propre identité, l'interrogation sur ce qui crée la spécificité de l'homme. Dans les films Blade Runner et Total Recall, le doute plane sur l'identité des héros.
- De la même manière, les souvenirs, réellement vécus ou artificiels, jouent un rôle important dans l'interrogation sur l'identité du héros.
- Impostor évoque une société marginale, pauvre, malade, persécutée par la police et enfermée dans une "zone". Une société similaire était déjà présente dans Total Recall.
- La guerre paranoïaque des humains contre des androïdes infiltrés était déjà présente dans Blade Runner. De la même manière, les androïdes extrêmement proches des humains, possèdent des sentiments et une mémoire artificielle.

## Autour du film
- Initialement, l'adaptation de la nouvelle Impostor de Philip K. Dick devait être un segment de 40 minutes d'un film de science fiction en trois parties. À la visualisation de cette partie, Dimension Films a été particulièrement enthousiaste et a décidé d'en faire un long métrage.
- Au début du film, Spencer Olham jeune est incarné par McCanna Sinise, fils de Gary Sinise.
- Ce film n'est jamais sorti en salle en France.